# Sergelpriset

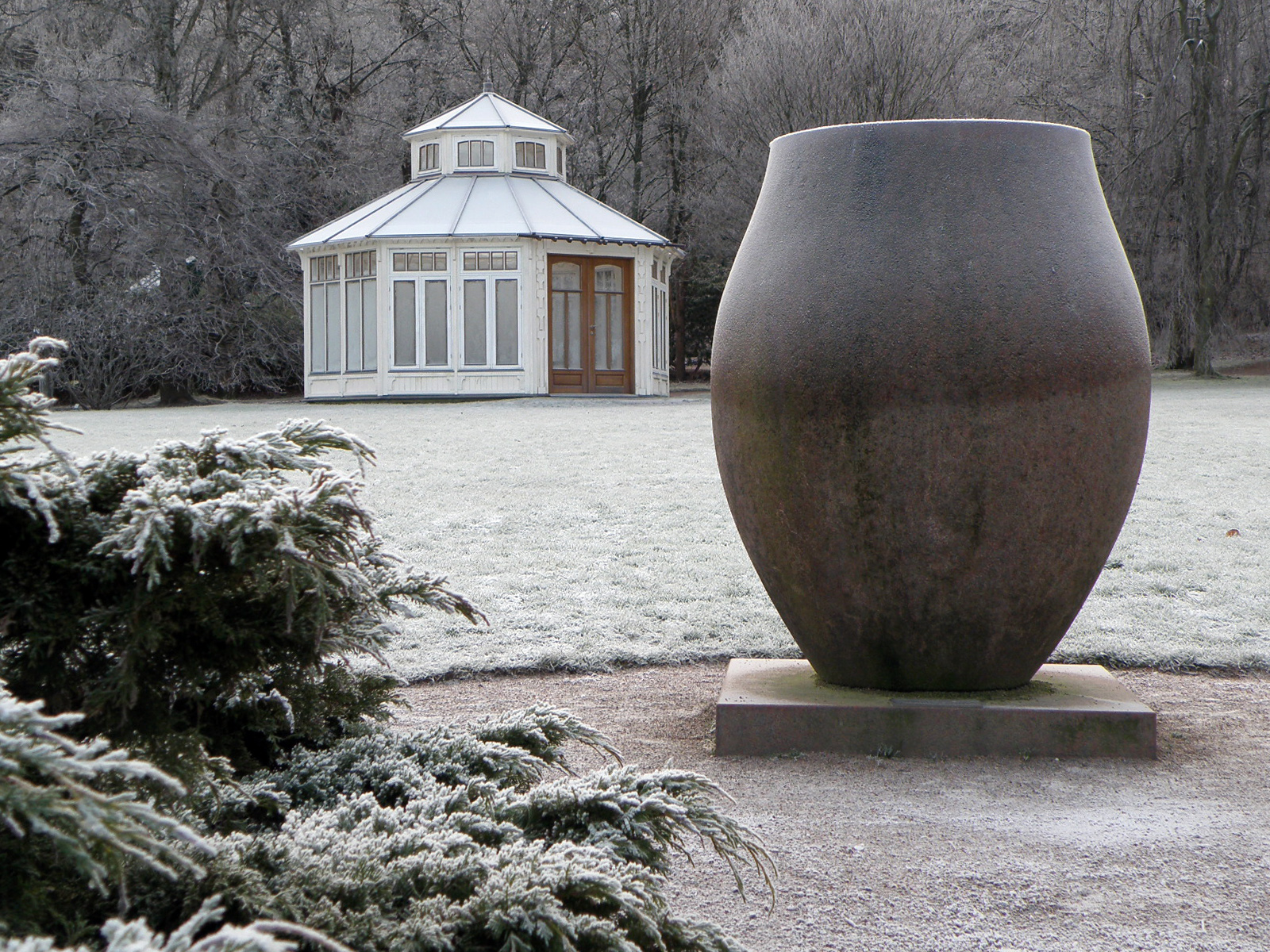
Tulpan i Göteborg, av Eva Lange, pristagare 2015

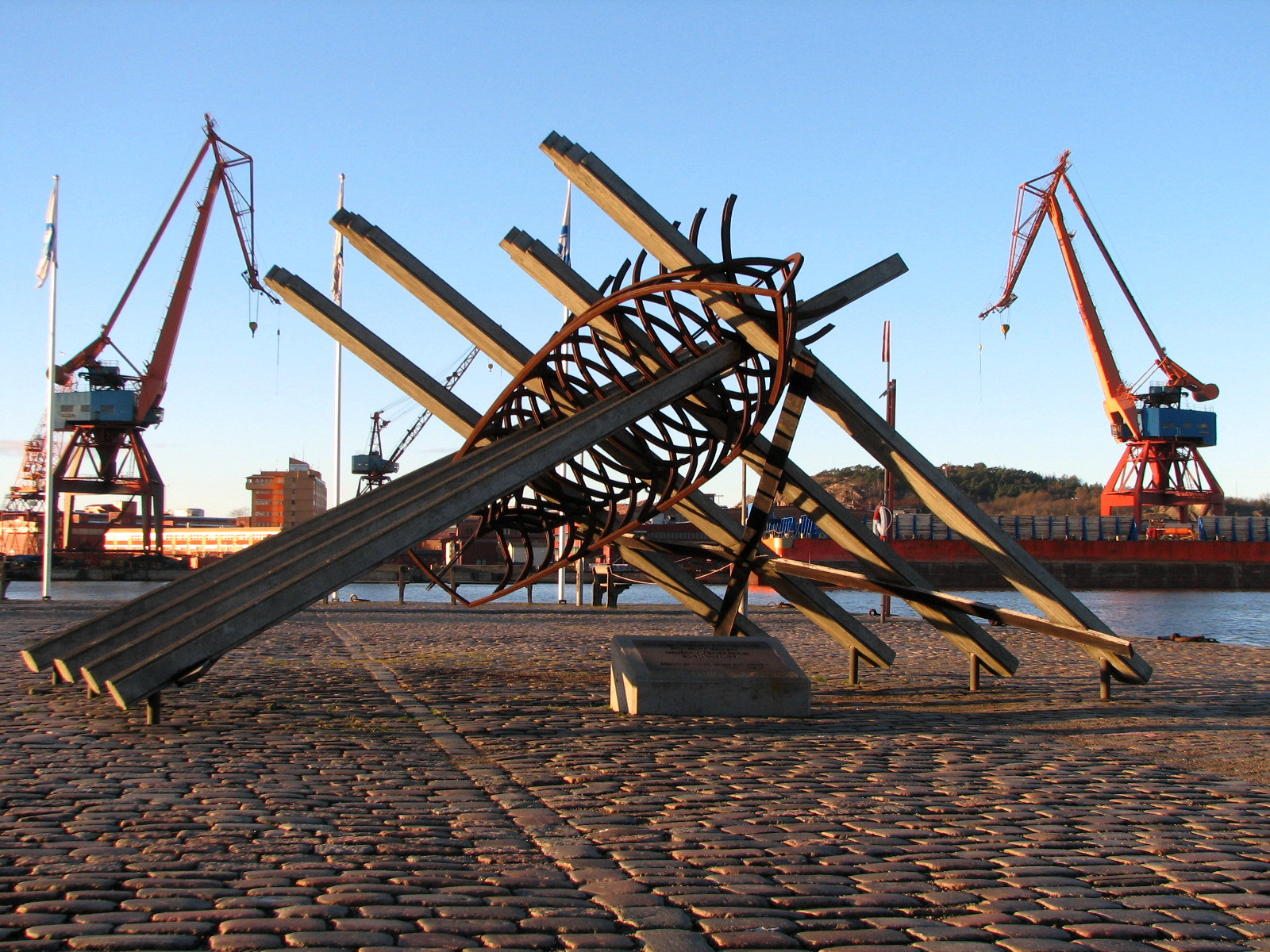
Minnesmärke över sjömän under andra världskriget av Lars Kleen, pristagare 2010

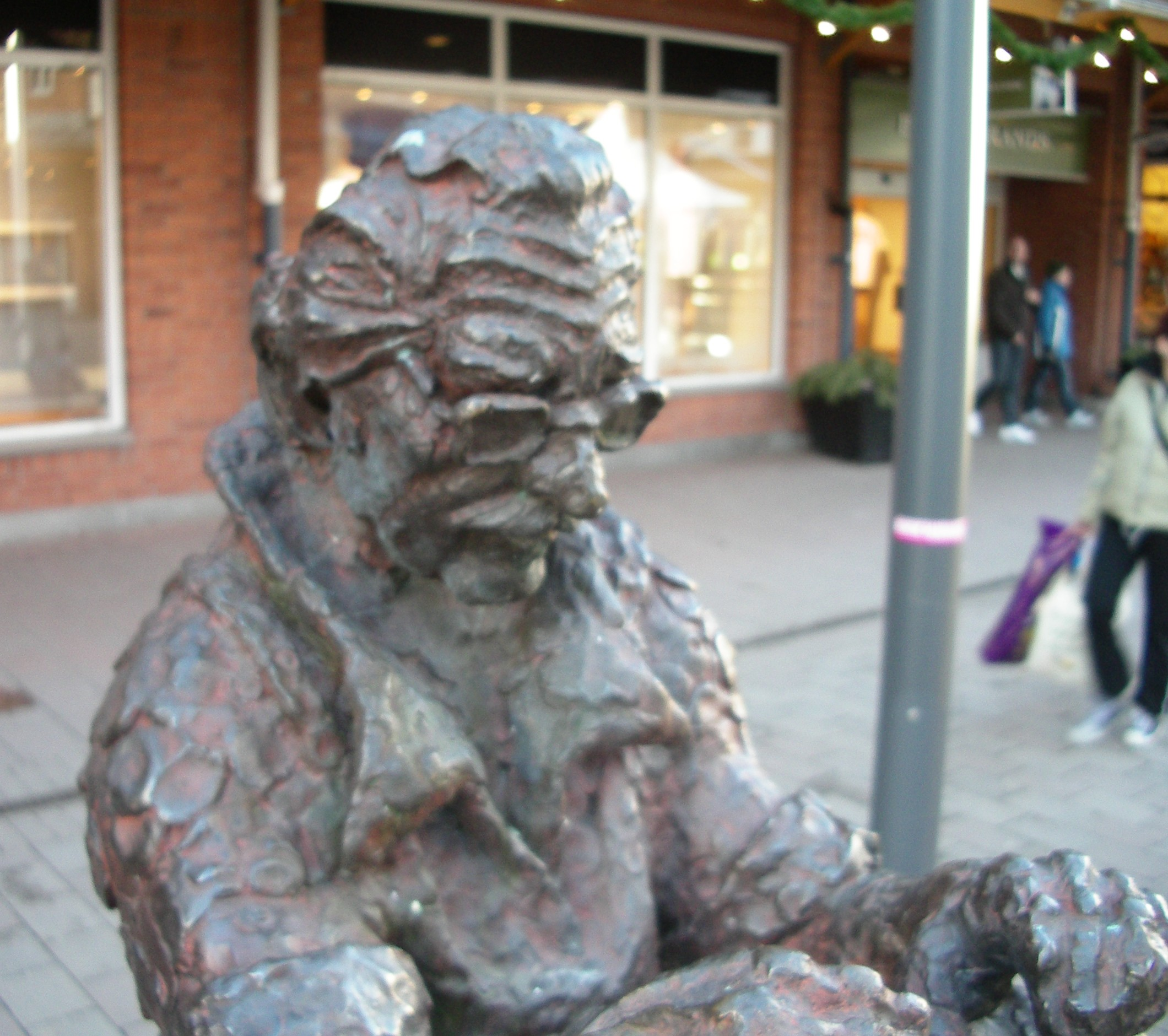
Staty över Asmund Arle, pristagare 1980, skapad av hans elev Jörgen Hammar, i Huddinge Centrum

Sergelpriset är ett pris som delas ut till svenska skulptörer.
Sergelpriset är instiftat av Konstakademien för att hedra minnet av Johan Tobias Sergel och har utdelats vart femte år sedan 1945. Prisceremonin sker på årsdagen av Sergels död, den 26 februari.

## Pristagare
- 1945 Carl Eldh (1873 - 1954)
- 1950 Ivar Johnsson (1885 - 1970)
- 1955 Bror Hjorth (1894 - 1968)
- 1960 Eric Grate (1896 - 1983)
- 1965 Bror Marklund (1907 - 1977)
- 1970 Arne Jones (1914 - 1976)
- 1975 Gustav Nordahl (1903 - 1992)
- 1980 Asmund Arle (1918 - 1990)
- 1985 Liss Eriksson (1919 - 2000)
- 1990 K G Bejemark (1922 - 2000)
- 1995 Sivert Lindblom, född 1931
- 2000 Torsten Renqvist (1924 - 2007)
- 2005 Lars Englund, född 1933
- 2010 Lars Kleen, född 1941
- 2015 Eva Lange, född 1935[1]
- 2020 Kajsa Mattas, född 1948